# Благівська сільська рада
Бла́гівська сільська́ ра́да — колишній орган місцевого самоврядування у складі Ровеньківської міської ради Луганської області. Адміністративний центр — село Благівка.

## Загальні відомості
- Благівська сільська рада утворена в 1956 році.
- Територія ради: 133,86 км²
- Населення ради: 1 951 особа (станом на 2001 рік)
- Територією ради протікають річки Нагольна, Ровеньок.

## Населені пункти
Сільській раді були підпорядковані населені пункти:
- с. Благівка
- с. Грибуваха
- с. Новодар'ївка
- с. Платонівка
- с. Улянівка

## Склад ради
Рада складалася з 16 депутатів та голови.
- Голова ради: Горбенко Микола Михайлович
- Секретар ради: Феденко Олександра Іванівна

### Керівний склад попередніх скликань
| ПІБ                         | Основні відомості                                                 | Дата обрання | Дата звільнення |
| --------------------------- | ----------------------------------------------------------------- | ------------ | --------------- |
| Чернець Олена Олександрівна | Сільський голова, 1955 року народження, позапартійна              | 26.03.2006   | 31.10.2010      |
| Горбенко Микола Михайлович  | Сільський голова, 1961 року народження, освіта вища, безпартійний | 31.10.2010   |                 |

Примітка: таблиця складена за даними джерела

### Депутати
За результатами місцевих виборів 2010 року депутатами ради стали:

#### За суб'єктами висування
| Суб'єкт висування | Кількість обраних депутатів | %  |
| ----------------- | --------------------------- | -- |
| Партія регіонів   | 12                          | 75 |
| Самовисування     | 4                           | 25 |

#### За округами
| № округу        | Прізвище, ім'я, по батькові      | Дата визнання обраним | Освіта         | Партійна приналежність | Відомості про обраного депутата                                      |
| --------------- | -------------------------------- | --------------------- | -------------- | ---------------------- | -------------------------------------------------------------------- |
| Партія регіонів |                                  |                       |                |                        |                                                                      |
| 1               | Воробйова Зінаїда Петрівна       | 01.11.2010            | Освіта вища    | позапартійна           | Благівський навчально-виховний комплекс, директор                    |
| 2               | Іванова Світлана Олександрівна   | 01.11.2010            | Освіта середня | член Партії регіонів   | Благівський сільський будинок культури, директор                     |
| 3               | Бондаренко Володимир Ілліч       | 01.11.2010            | Освіта середня | позапартійний          | Фермерське господарство “Роза", завідувач механічної майстерні       |
| 5               | Бабіч Ольга Григоріївна          | 01.11.2010            | Освіта вища    | позапартійна           | Благівський навчально-виховний комплекс, вчитель                     |
| 7               | Феденко Олександра Іванівна      | 01.11.2010            | Освіта середня | член Партії регіонів   | Благівська сільська рада, секретар                                   |
| 8               | Униченко Валентина Семенівна     | 01.11.2010            | Освіта середня | член Партії регіонів   | Платонівський сільський клуб, завідувач                              |
| 9               | Феденко Володимир Васильович     | 01.11.2010            | Освіта середня | позапартійний          | пенсіонер                                                            |
| 11              | Униченко Володимир Петрович      | 01.11.2010            | Освіта вища    | позапартійний          | приватний підприємець                                                |
| 12              | Кравченко Валентина Никифорівна  | 01.11.2010            | Освіта вища    | член Партії регіонів   | Благівська сільська рада, головний бухгалтер                         |
| 14              | Герман Марина Василівна          | 01.11.2010            | Освіта середня | член Партії регіонів   | тимчасово не працює                                                  |
| 15              | Аніскіна Зоя Володимирівна       | 01.11.2010            | Освіта середня | член Партії регіонів   | Улянівський сільський клуб, завідувач                                |
| 16              | Рожкова Валентина Вікторівна     | 01.11.2010            | Освіта середня | позапартійна           | Благівське відділення зв’язку, листоноша                             |
| Самовисування   |                                  |                       |                |                        |                                                                      |
| 4               | Колчанов Віктор Іванович         | 01.11.2010            | Освіта середня | позапартійний          | приватний підприємець                                                |
| 6               | Плешаков Олександр Олександрович | 01.11.2010            | Освіта середня | позапартійний          | приватний підприємець                                                |
| 10              | Єрошенко Євген Васильович        | 01.11.2010            | Освіта середня | позапартійний          | Благівський навчально-виховний комплекс, інструктор тракторного діла |
| 13              | Хоменко Сергій Миколайович       | 01.11.2010            | Освіта середня | член Партії регіонів   | ДП Свердловське МЛГ, єгер                                            |